# Lorenzo Ramos
Lorenzo Ramos (Medinaceli, 1828-Soria, 1870). Político español. Cofundador del diario La Zambomba, de carácter festivo, con otros jóvenes: Cipriano Pérez-Rioja, Manuel del Palacio, Federico Leal y otros.
Era vicedirector de la Sociedad Económica de Soria, en 1866.
Representante, junto con Miguel Morayta Sagrario, de la provincia de Soria en el Pacto Federal Castellano (Valladolid, 1869).
Fue correspondiente por Soria de la Real Academia de la Historia.